# Solna kommun
För andra betydelser av "Solna", se Solna (olika betydelser).
Solna kommun eller Solna stad är en kommun i Stockholms län, belägen strax norr om Stockholms innerstad, med Solna som centralort och tätbebyggelse som huvudsakligen tillhör tätorten Stockholm.
Kommunen är starkt präglad av bebyggelse samt av Stockholms norra begravningsplats, i synnerhet södra delen. I början av 2020-talet dominerades kommunens näringsliv av tjänstesektorn vilket inkluderade offentlig förvaltning, utbildning genom exempelvis Karolinska Institutet, sjukvård genom Karolinska sjukhuset och Postnord genom Tomtebodas postterminal. 
Från det att kommunen bildades och fram till mitten på 1980-talet var befolkningstrenden negativ, men vände därefter och har fortsatt vara positiv. Efter valen på 2010-talet styrdes kommunen länge av Alliansen, mandatperioden 2018–2022 i koalition med Miljöpartiet. Sedan valet 2022 styrs kommunen av Solnakoalitionen, en koalition av S, V, C och MP.

## Administrativ historik
Kommunens område motsvarar huvuddelen av Solna socken och en mindre del av Spånga socken. Vid kommunreformen 1862 bildades i dessa socknar Solna och Spånga landskommuner. 
I slutet av 1800-talet växte flera förortssamhällen fram i Solna: Hagalund, Huvudsta, Råsunda och Lilla Alby, vilka kring sekelskiftet inrättades som municipalsamhällen. 
I Solna landskommun inrättades municipalsamhällena: (Nya) Hagalund 29 september 1899, Nya Huvudsta 10 oktober 1903, Lilla Alby 19 juli 1907 och Råsunda 10 november 1911. Dessa upplöstes 1943 när Solna landskommun ombildades till Solna stad, då med cirka 30 000 invånare. Fortsatt stark expansion har lett till att dess bebyggelse successivt har vuxit samman med Stockholm.
1949 när Spånga landskommun upplöstes tillfördes mindre områden (Råstahem) därifrån samtidigt som området Lilla Alby överfördes från Solna stad till Sundbybergs stad
Kommunreformen 1952 påverkade inte indelningarna i området. 
I mitten av sextiotalet bildades Solna-Sundbybergs kommunblock men någon sammanläggning genomfördes inte. Solna kommun bildades vid kommunreformen 1971 genom en ombildning av Solna stad.
Kommunen ingår sedan bildandet i Solna tingsrätts domsaga.
Kommunen ingår sedan 2010 i Förvaltningsområdet för finska. 

### Kommun eller stad
Solna är en av de numera 14 kommuner i Sverige som kallar sig stad. Detta formuleras sålunda i kommunens grafiska profil från den 9 december 1991: Kommunens namn är i fortsättningen Solna stad utom i sådana juridiskt bindande sammanhang då lagen föreskriver att beteckningen "kommun" ska användas.

## Geografi
Solna är Sveriges tredje minsta kommun till ytan, med en landareal på endast 20 km². 
Solna kommun ligger i de södra delarna av landskapet Uppland. I sydöst, söder, sydväst och nordväst gränsar kommunen till Stockholms kommun, i väster till Sundbybergs kommun, i nordväst också till Sollentuna kommun och i nordöst till Danderyds kommun, alla i Stockholms län. Solna gränsar till Stockholm vid Norrtull. 

### Topografi och hydrografi
Kommunen är starkt präglad av bebyggelse samt av Stockholms norra begravningsplats, i synnerhet södra delen. Stockholmsåsens kullar löper genom kommunen i nord–sydlig riktning. Flera av kullarna är nu restaurerade efter att ha varit svårt sargade av grustäkter. År 1994 inrättades en nationalstadspark i kommunen som inkluderar några av Sveriges vackraste parklandskap. Denna inkluderar Haga slott, Ulriksdals slott och Brunnsviken. En av Sveriges nordligaste bokskogar hittas vid Ulriksdal och vid Ulriksdals slott mynnar Igelbäcken, med den sällsynta fiskarten grönling, ut.
Nedan presenteras andelen av den totala ytan 2020 i kommunen jämfört med riket.
|  | Bebyggelse (53,3 %) |

|  | Skog (7,4 %) |

|  | Öppen myrmark (0,3 %) |

|  | Jordbruksmark (0,7 %) |

|  | Övrig mark (38,3 %) |

|  | Bebyggelse (3,1 %) |

|  | Skog (68,0 %) |

|  | Öppen myrmark (7,2 %) |

|  | Jordbruksmark (7,4 %) |

|  | Övrig mark (14,3 %) |

### Naturskydd
År 2022 fanns tre naturreservat i Solna kommun – Igelbäckens naturreservat, Ulriksdals naturreservat och Råstasjöns naturreservat. Därtill fanns en kunglig nationalstadspark, ett naturminne, ett vattenskyddsområde och ett antal strandskyddsområden.

### Administrativ indelning

#### För befolkningsrapportering
Fram till 2016 var kommunen för befolkningsrapportering indelad i en enda församling, Solna församling.

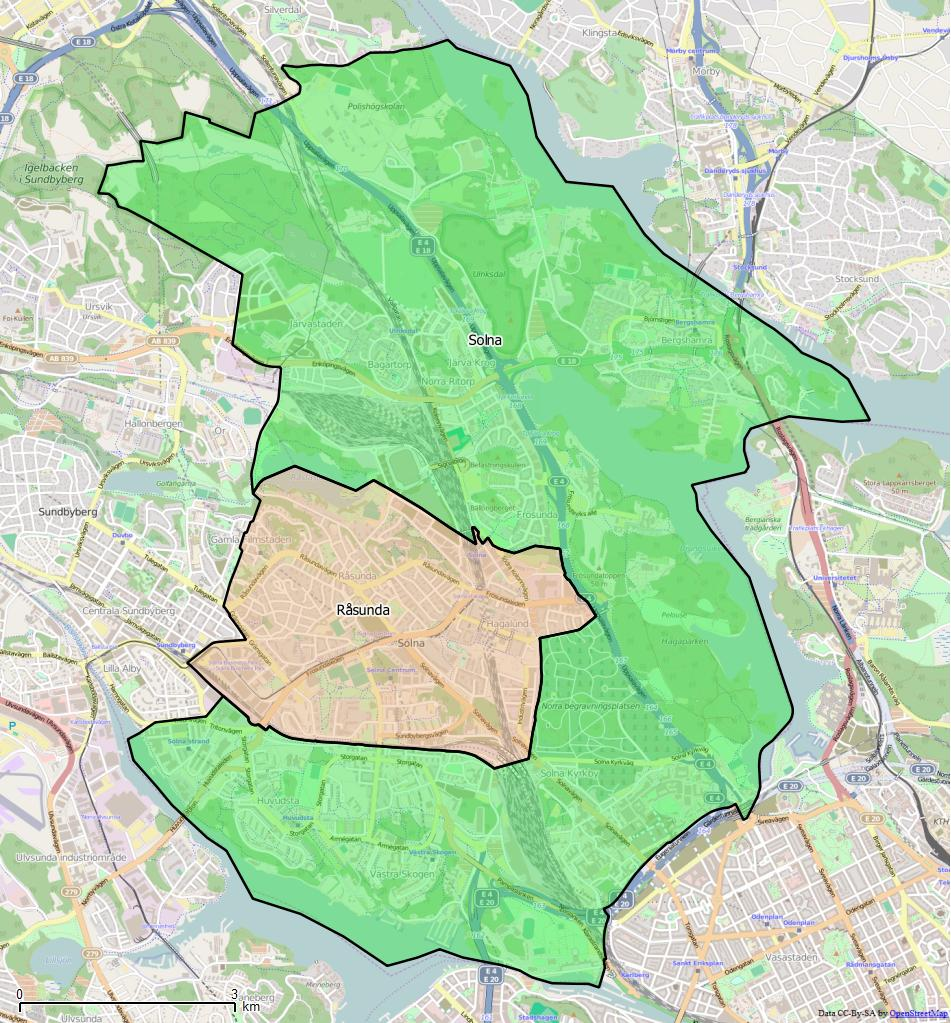
Distrikt inom Solna kommun

Från 2016 indelas kommunen i två distrikt – Råsunda och Solna.

#### Stadsdelar
Solna är uppdelat i ett antal stadsdelar. Dessa överensstämmer med trakterna i Lantmäteriets fastighetsregister.

- Bergshamra
- Haga
- Hagalund
- Huvudsta
- Järva
- Råsunda
- Skytteholm
- Ulriksdal

Gränserna mellan stadsdelarna är dock ofta inte allmänt kända, utan i stället är det ytterligare områdesnamn som de boende i Solna associerar sig med. En mer omfattande lista över områden är följande (där vissa områden dock ingår i andra):

- Agnesberg (ingår i stadsdelen Järva)
- Arenastaden (ingår i stadsdelen Järva)
- Bagartorp (ingår i stadsdelen Järva)
- Ballongberget (ingår i stadsdelen Järva)
- Filmstaden (ingår i stadsdelen Råsunda)
- Frösunda (ingår i stadsdelen Järva)
- Ingenting (ingår i stadsdelen Huvudsta)
- Järvastaden (ingår i stadsdelen Järva)
- Karlberg (ingår i stadsdelen Huvudsta)
- Kungshamra (ingår i stadsdelen Bergshamra)
- Nya Ulriksdal (ingår i stadsdelen Järva)
- Ritorp (ingår i stadsdelen Järva)
- Rudviken (ingår i stadsdelen Hagalund)
- Råstahem (ingår i stadsdelen Järva)
- Solna Business Park (ingår i stadsdelen Skytteholm)
- Solna kyrkby (ingår i stadsdelen Haga)
- Solna strand (ingår i stadsdelen Huvudsta)
- Stocksundstorp (ingår i stadsdelen Bergshamra)
- Vasalund (ingår i stadsdelen Råsunda)
- Västra skogen (ingår i stadsdelen Huvudsta)

### Tätorter
Totalt bodde 100 procent av kommunens invånare i någon av tätorterna 2020, vilket var högre än genomsnittet för riket där motsvarande siffra var 87,6 procent. Enligt SCB:s tätortsavgränsning 2020 fanns en tätort i kommunen, Stockholm som breder ut sig över 12 kommuner.

## Styre och politik

### Styre
| År        | Partier | Partier | Partier | Partier | Partier | Partier |
| --------- | ------- | ------- | ------- | ------- | ------- | ------- |
| 1998–2002 | M       | FP      | C       | KD      |         |         |
| 2002–2006 | M       | FP      | C       | KD      |         |         |
| 2006–2010 | M       | FP      | C       | KD      |         |         |
| 2010–2014 | M       | FP      | C       | KD      |         |         |
| 2014–2018 | M       | FP      | C       | KD      |         |         |
| 2018–2022 | M       | MP      | L       | C       | KD      |         |
| 2022–     | S       | V       | C       | MP      |         |         |

Mandatperioden 2010–2014 styrdes kommunen av Alliansen. Alliansen behöll makten efter valet 2014. Koalitionen samlade 30 mandat i kommunfullmäktige, vilket inte ledde till egen majoritet, men fick majoritet i nämnder och i kommunstyrelsen. Efter valet 2018 bildades ett blågrönt styre när Alliansen bildade en styrande majoritet med Miljöpartiet.
Sedan valet 2022 styrs Solna av Solnakoalitionen, en koalition bestående av Socialdemokraterna, Vänsterpartiet, Centerpartiet och Miljöpartiet, som tillsammans samlar 33 mandat.

### Kommunfullmäktige

#### Presidium
| Presidium 2022–2026    | Presidium 2022–2026 | Presidium 2022–2026 |
| ---------------------- | ------------------- | ------------------- |
| Ordförande             | S                   | Elisabet Brolin     |
| Förste vice ordförande | M                   | Lars-Erik Salminen  |
| Andre vice ordförande  | MP                  | Martin Marmgren     |

#### Lista över kommunfullmäktiges ordförande
| Namn | Namn               | Tillträdde | Avgick | Politisk tillhörighet |
| ---- | ------------------ | ---------- | ------ | --------------------- |
|      | Sven Kinnander     | 2002       | 2018   | Moderaterna           |
|      | Lars-Erik Salminen | 2018       | 2022   | Moderaterna           |
|      | Elisabet Brolin    | 2022       |        | Socialdemokraterna    |

#### Mandatfördelning 1970–2022
| 3 | 22 | 6 | 11 | 9 |

| 38 | 13 |

| 4 | 21 | 8 | 7 | 11 |

| 35 | 16 |

| 4 | 20 | 6 | 9 | 12 |

| 33 | 18 |

| 5 | 24 | 5 | 9 | 18 |

| 37 | 24 |

| 5 | 27 |  | 4 | 4 | 20 |

| 37 | 24 |

| 5 | 24 |  |  | 9 | 19 |

| 34 | 27 |

| 5 | 23 | 4 |  | 10 | 17 |

| 34 | 27 |

| 4 | 20 | 3 |  |  | 8 |  | 20 |

| 36 | 25 |

| 4 | 24 | 3 |  | 6 |  | 21 |

| 34 | 27 |

| 7 | 20 | 3 | 4 | 4 | 23 |

| 38 | 23 |

| 5 | 21 | 3 | 8 | 4 | 20 |

| 35 | 26 |

| 4 | 16 | 4 |  | 6 |  | 28 |

| 35 | 26 |

| 4 | 15 | 6 |  | 6 |  | 26 |

| 36 | 25 |

| 5 | 14 | 8 | 3 |  |  | 6 |  | 20 |

| 34 | 27 |

| 6 | 15 | 5 | 5 | 4 | 5 |  | 19 |

| 36 | 25 |

| 6 | 20 | 3 | 5 | 4 | 4 |  | 17 |

| 36 | 25 |

### Nämnder

#### Kommunstyrelse
| Presidium 2022–2026    | Presidium 2022–2026 | Presidium 2022–2026 |
| ---------------------- | ------------------- | ------------------- |
| Ordförande             | S                   | Sara Kukka-Salam    |
| Förste vice ordförande | C                   | Martin Karlsson     |
| Andre vice ordförande  | M                   | Lars Rådén          |

#### Lista över kommunstyrelsens ordförande
| Namn | Namn                  | Tillträdde | Avgick | Politisk tillhörighet |
| ---- | --------------------- | ---------- | ------ | --------------------- |
|      | C.-G. Eklund          | 1971       | 1977   | Folkpartiet           |
|      | Sune Berglund         | 1977       | 1983   | Moderaterna           |
|      | Gösta Fagerberg       | 1983       | 1989   | Socialdemokraterna    |
|      | K.-G. Svensson        | 1989       | 1991   | Socialdemokraterna    |
|      | Anders Gustâv         | 1991       | 1994   | Moderaterna           |
|      | K.-G. Svensson        | 1994       | 1998   | Socialdemokraterna    |
|      | Anders Gustâv         | 1998       | 2006   | Moderaterna           |
|      | Anders Ekegren (t.f.) | 2006       | 2006   | Folkpartiet           |
|      | Lars-Erik Salminen    | 2006       | 2011   | Moderaterna           |
|      | Anders Ekegren (t.f.) | 2011       | 2011   | Folkpartiet           |
|      | Lars-Erik Salminen    | 2011       | 2012   | Moderaterna           |
|      | Pehr Granfalk         | 2012       | 2022   | Moderaterna           |
|      | Sara Kukka-Salam      | 2022       |        | Socialdemokraterna    |

#### Övriga nämnder
| Nämnd                         | Ordförande | Ordförande                | Vice ordförande | Vice ordförande        | Andre vice ordförande | Andre vice ordförande     |
| ----------------------------- | ---------- | ------------------------- | --------------- | ---------------------- | --------------------- | ------------------------- |
| Byggnadsnämnden               | S          | Martin Eliasson           | C               | Magnus Persson         | M                     | Torsten Svenonius         |
| Förskolenämnden               | C          | Indra Karreskog Rehbinder | V               | Ewy Olausson           | M                     | Zanna Mårtensson          |
| Kompetensnämnden              | S          | Faradj Koliev             | C               | Rasmus Elfström        | KD                    | Ansgar Toscha             |
| Kultur- och fritidsnämnden    | V          | Sandra Lindström          | S               | Peter Rangwe           | L                     | Marianne Damström Gereben |
| Miljö- och hälsoskyddsnämnden | MP         | Victoria Johansson        | S               | Hélenè Sevastik        | L                     | Peter Edholm              |
| Omvårdnadsnämnden             | C          | Martin Karlsson           | S               | Eva Pousette Grönqvist | KD                    | Samuel Klippfalk          |
| Skolnämnden                   | S          | Eva Eriksson              | C               | Olle Nykvist           | M                     | Veronika de Jonge         |
| Socialnämnden                 | V          | Leif Åsbrink López        | S               | Fredrik Johansson      | M                     | Arion Chryssafis          |
| Tekniska nämnden              | MP         | Bernhard Huber            | S               | Veronica Lindholm      | L                     | Peter Edholm              |
| Valnämnden                    | M          | Göran Stark               | S               | Gunilla Åberg          | MP                    | Agnetha Boström           |
| Överförmyndarnämnden          | S          | Magda Tallvid             | M               | Thomas Wallin          |                       |                           |

Källa:

### Valresultat 2022
| Parti                            | Valdistrikt         | Valdistrikt | Kommun  |
| Parti                            | Starkaste           | Andel       | Andel   |
| -------------------------------- | ------------------- | ----------- | ------- |
| S                                | 8 Huvudsta S        | 44,66 %     | 32,76 % |
| M                                | 22 Arenastaden      | 39,91 %     | 26,80 % |
| V                                | 3 Kungshamra        | 22,01 %     | 9,51 %  |
| SD                               | 13 Skytteholm S     | 14,47 %     | 7,98 %  |
| L                                | 31 Frösunda Centrum | 15,81 %     | 6,72 %  |
| C                                | 42 Järvastaden N    | 9,36 %      | 6,44 %  |
| MP                               | 35 Huvudsta Ö       | 8,73 %      | 4,49 %  |
| KD                               | 29 Frösunda N       | 5,90 %      | 3,38 %  |
| Data hämtat från Valmyndigheten. |                     |             |         |

### Vänorter
Solna har ett systerstadsförbund med Burbank i Kalifornien, USA, fyra vänorter och två samarbetsorter.
- Gladsaxe kommun, Danmark
- Birkala (fi: Pirkkala), Finland
- Nordre Follo kommun, Norge
- Valmiera, Lettland
- Kalamaria, Grekland (samarbetsort)
- Bemowo (distrikt i Warszawa), Polen (samarbetsort)

## Ekonomi och infrastruktur

### Näringsliv

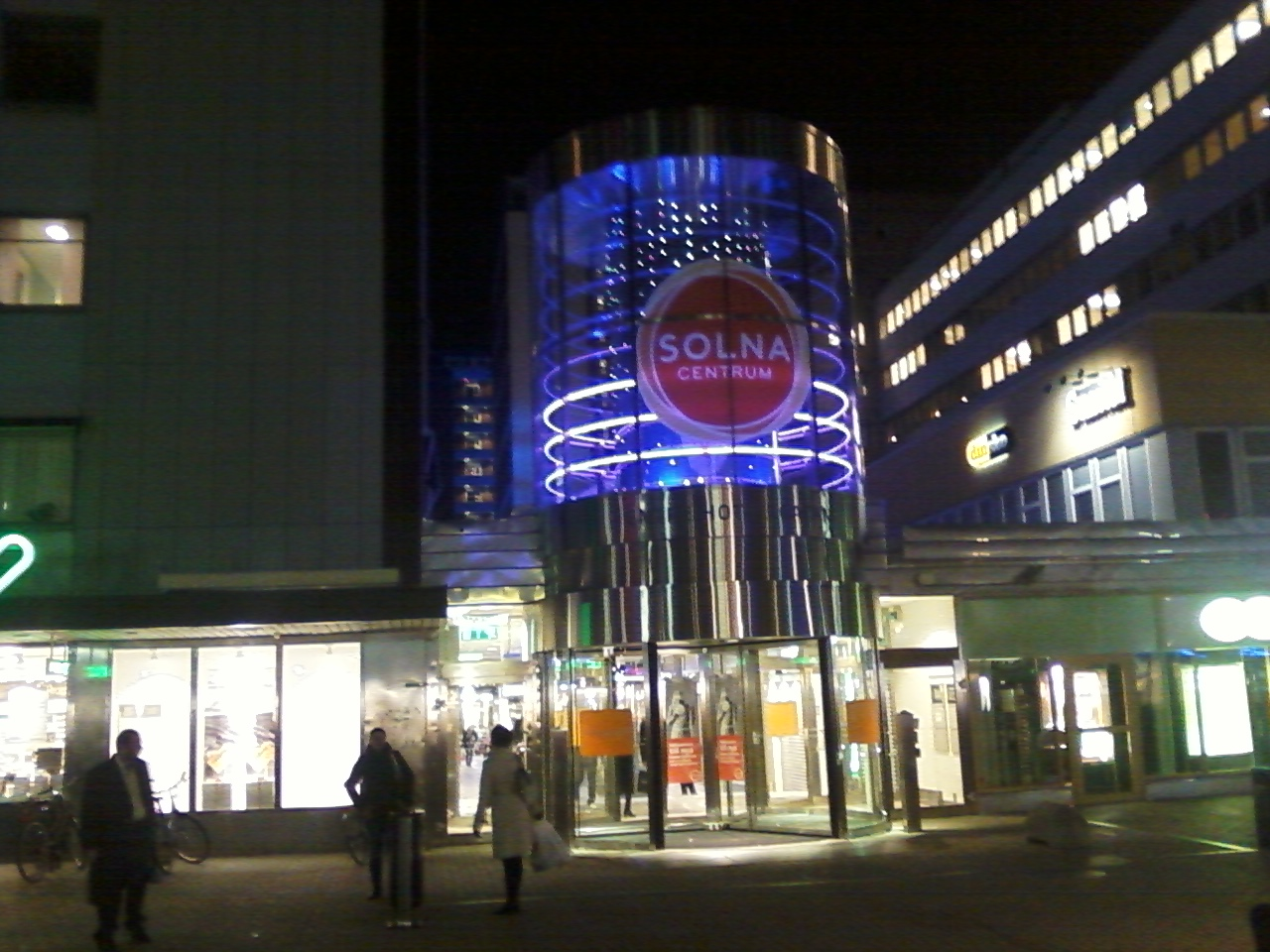
Solna Centrum är en inglasad galleria. På bilden syns huvudentrén in till Hotellgatan

I början av 2020-talet dominerades kommunens näringsliv av tjänstesektorn vilket inkluderade offentlig förvaltning, utbildning genom exempelvis Karolinska Institutet, sjukvård genom Karolinska sjukhuset och Postnord genom Tomtebodas postterminal. I kommunen fanns också SAS:s huvudkontor samt ett stort antal mindre företag, bland annat många mindre elektronik- och dataföretag. År 2020 hade Solna kommun 2 108 anställda. Den största arbetsgivaren var dock NCC med 4 875 anställda. Under 13 år i rad utsågs Solna till Företagsvänligaste kommunen av Svenskt Näringsliv. År 2021 fick man dock se sig besegrad och hamnade på fjärde plats. År 2020 utsågs kommunen till Årets tillväxtkommun, ett pris som delades ut på Fastighetsgalan.
Centralt i Solna finns gallerian Solna Centrum där de större kedjorna finns representerade. Partier av Råsundavägen utgör en mer traditionell affärsgata med många nischade småbutiker, caféer och restauranger. Den invigdes 1965, nåddes av tunnelbanan 1975 och byggdes om till en överglasad flervåningsgalleria 1986–1990. Sedan 2015 finns även i Järvastaden köpcentret Arenastaden med Strawberry Arena.

### Infrastruktur

#### Transporter
I nord-sydlig riktning genomkorsas kommunen av E4 och i öst-västlig av E18.
Solna har ett centralt läge i Stockholms län, med sitt läge nära Stockholms innerstad. Redan 1904 nådde spårvagnarna Haga. Spårvägsbolagets dotterbolag Råsunda Förstadsaktiebolag uppförde bebyggelse längs linjen för att få bättre trafikunderlag till spårvagnarna. Linjen förlängdes successivt genom hela Solna och till Sundbyberg. Spårvagnstrafiken lades ned 1959, för att återkomma 54 år senare då Tvärbanan förlängdes från Alvik till Solna centrum hösten 2013. Spårvägen har stopp vid Solna Business Park, Solna centrum och Solna station.
1975 kom tunnelbanan till Solna. Det finns sex tunnelbanestationer inom kommunen. Blå linjen har stationerna Västra skogen, Solna centrum, Näckrosen (delas med Sundbyberg), Huvudsta och Solna strand. Röda linjen har stationen Bergshamra.
Det finns två pendeltågsstationer, Solna och Ulriksdal. Solna station trafikeras även av enstaka fjärrtåg. Ett omfattande busslinjenät förbinder vidare Solna med dess grannkommuner. 

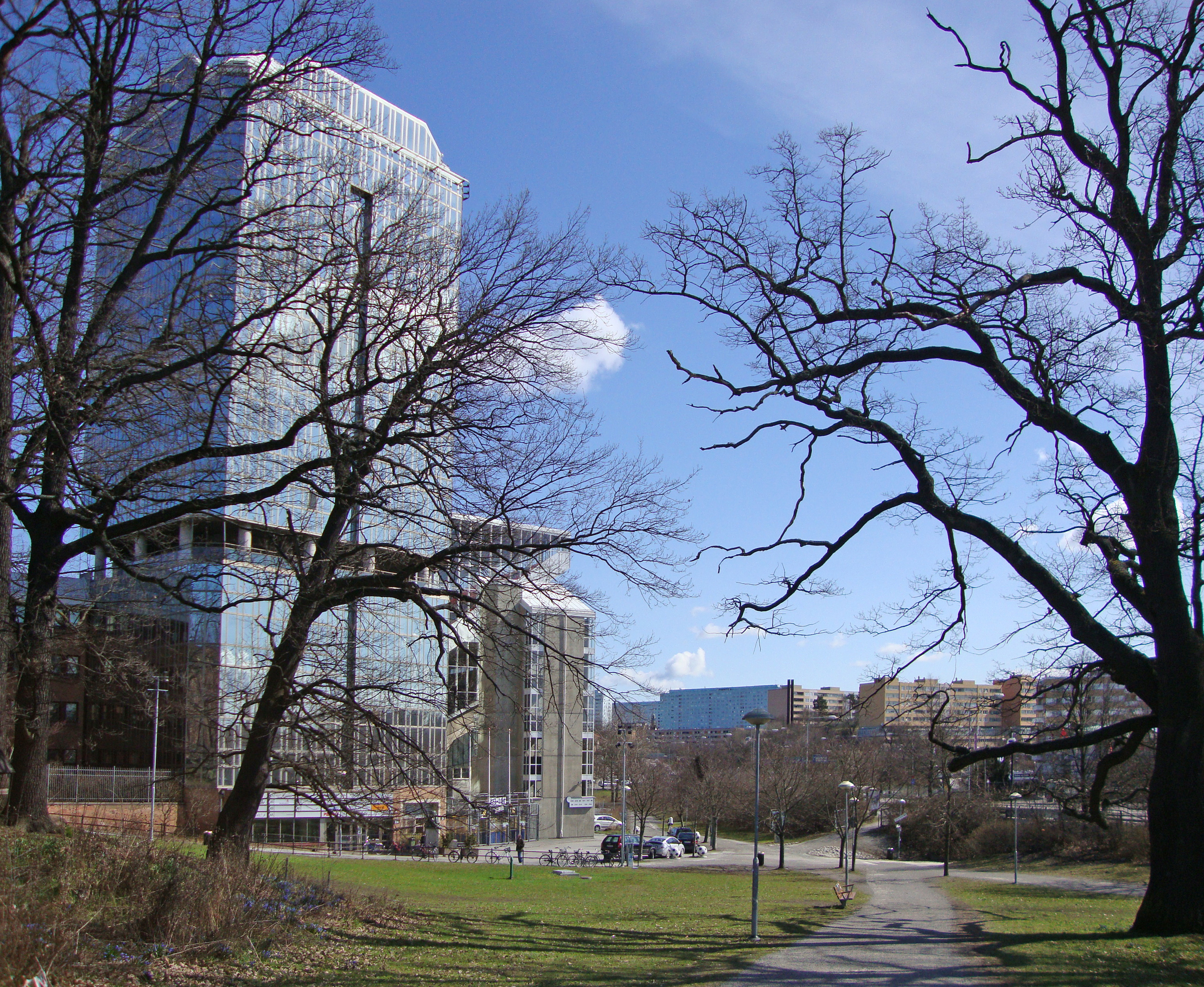
Vy över Ekensbergsparken i centrala Solna. Råsundastadion till vänster.

I Solna låg också Råsundahallen som var en av spårvägens vagnhallar och Stockholms Nya Spårvägsaktiebolags och från 1917 AB Stockholms Spårvägars huvudverkstad åren 1909–1959.
Sedan 1916 finns i kommunen Hagalundsdepån, numera norra Europas största anläggning för underhåll av järnvägsfordon.

#### Utbildning och forskning
År 2022 fanns 24 grundskolor i kommunen, varav 15 var fristående. Samma år fanns 11 gymnasieskolor, varav 10 var fristående. Det kommunala gymnasiet, Solna gymnasium, erbjöd bland annat nationell idrottsutbildning (NIU) i basket, fotboll, fäktning, innebandy, ishockey, konståkning, simning och volleyboll. Bland de fristående hittas exempelvis Ingridskolan, Psykologigymnasiet och Peabskolan.
Bland yrkeshögskolor och högskolor hittas exempelvis Karolinska institutet, ett av världens ledande medicinska universitet. Där bedrivs även forskning. Dessutom utser dess Nobelförsamlingen mottagare av Nobelpriset i fysiologi eller medicin. Militärhögskolan Karlberg drivs av Försvarsmakten på Karlsbergs slott och är "världens äldsta militära akademi med utbildning av officerare i obruten följd". Där bedrivs bland annat officersprogrammet.
År 2021 hade 49,3 procent i åldersgruppen 25-64 år minst tre års eftergymnasial utbildning, vilket var högre än genomsnittet för riket där motsvarande siffra var 29,6 procent.

## Befolkning

### Demografi

#### Befolkningsutveckling
Kommunen har 85 840 invånare (31 mars 2025), vilket placerar den på 28:e plats avseende folkmängd bland Sveriges kommuner.
| Befolkningsutvecklingen i Solna kommun 1970–2020 | Befolkningsutvecklingen i Solna kommun 1970–2020 | Befolkningsutvecklingen i Solna kommun 1970–2020 | Befolkningsutvecklingen i Solna kommun 1970–2020 | Befolkningsutvecklingen i Solna kommun 1970–2020 |
| ------------------------------------------------ | ------------------------------------------------ | ------------------------------------------------ | ------------------------------------------------ | ------------------------------------------------ |
|                                                  |                                                  |                                                  |                                                  |                                                  |
| År                                               |                                                  |                                                  | Folkmängd                                        |                                                  |
| 1970                                             | 1970                                             |                                                  | 55 556                                           |                                                  |
| 1975                                             | 1975                                             |                                                  | 53 878                                           |                                                  |
| 1980                                             | 1980                                             |                                                  | 50 441                                           |                                                  |
| 1985                                             | 1985                                             |                                                  | 49 648                                           |                                                  |
| 1990                                             | 1990                                             |                                                  | 51 841                                           |                                                  |
| 1995                                             | 1995                                             |                                                  | 54 417                                           |                                                  |
| 2000                                             | 2000                                             |                                                  | 56 605                                           |                                                  |
| 2005                                             | 2005                                             |                                                  | 60 575                                           |                                                  |
| 2010                                             | 2010                                             |                                                  | 68 144                                           |                                                  |
| 2015                                             | 2015                                             |                                                  | 76 158                                           |                                                  |
| 2020                                             | 2020                                             |                                                  | 83 162                                           |                                                  |

#### Utländsk bakgrund
Den 31 december 2018 utgjorde antalet invånare med utländsk bakgrund (utrikes födda personer samt inrikes födda med två utrikes födda föräldrar) 31 980, eller 39,51 % av befolkningen (hela befolkningen: 80 950 den 31 december 2018). Den 31 december 2002 utgjorde antalet invånare med utländsk bakgrund enligt samma definition 14 986, eller 26,02 % av befolkningen (hela befolkningen: 57 585 den 31 december 2002).

#### Invånare efter de vanligaste födelseländerna
Följande länder är de 10 vanligaste födelseländerna för befolkningen i Solna kommun.
| Födelseland 31 december 2021 | Födelseland 31 december 2021 | Födelseland 31 december 2021 | Födelseland 31 december 2021 | Födelseland 31 december 2021 |
| ---------------------------- | ---------------------------- | ---------------------------- | ---------------------------- | ---------------------------- |
| Nr                           | Land                         | Antal                        | Andel                        | Andel i hela riket           |
| 1                            | Sverige                      | 56 580                       | 67,21 %                      | 80,00 %                      |
| 2                            | Iran                         | 2 613                        | 3,10 %                       | 0,80 %                       |
| 3                            | Kina                         | 2 396                        | 2,85 %                       | 0,36 %                       |
| 4                            | Indien                       | 2 385                        | 2,83 %                       | 0,45 %                       |
| 5                            | Finland                      | 1 485                        | 1,76 %                       | 1,31 %                       |
| 6                            | Polen                        | 934                          | 1,11 %                       | 0,91 %                       |
| 7                            | Grekland                     | 843                          | 1,00 %                       | 0,36 %                       |
| 8                            | Irak                         | 831                          | 0,99 %                       | 1,40 %                       |
| 9                            | Tyskland                     | 714                          | 0,85 %                       | 0,51 %                       |
| 10                           | Turkiet                      | 677                          | 0,80 %                       | 0,52 %                       |

## Kultur

### Kulturarv

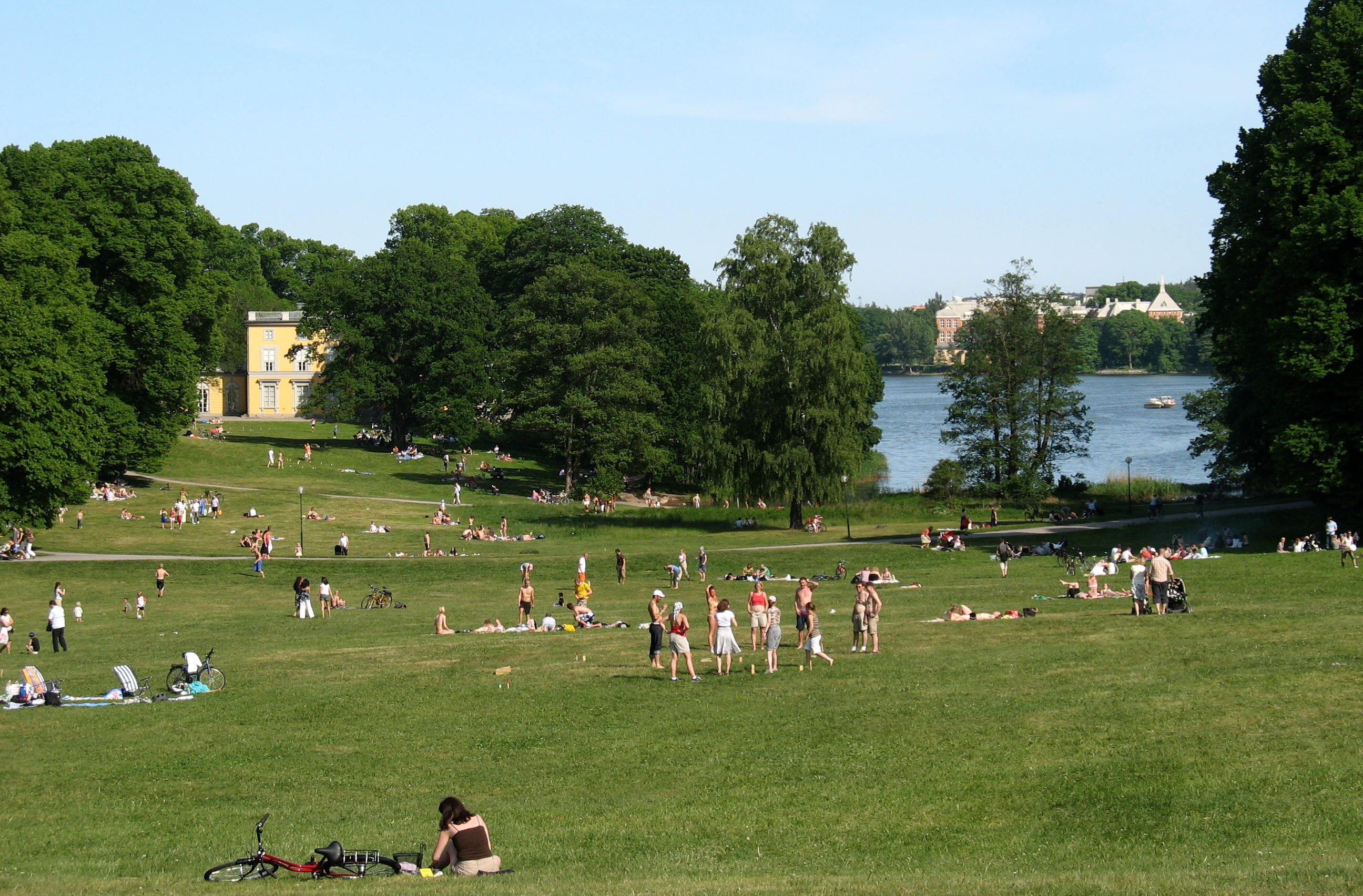
Hagaparken 2007.

Bland kommunens kulturarv kan nämnas de statliga byggnadsminnena Ulriksdals slott med omgivande område, Hagaparken och dess byggnader, Karlbergs slott och slottspark samt Haga tingshus.

### Kommunvapen

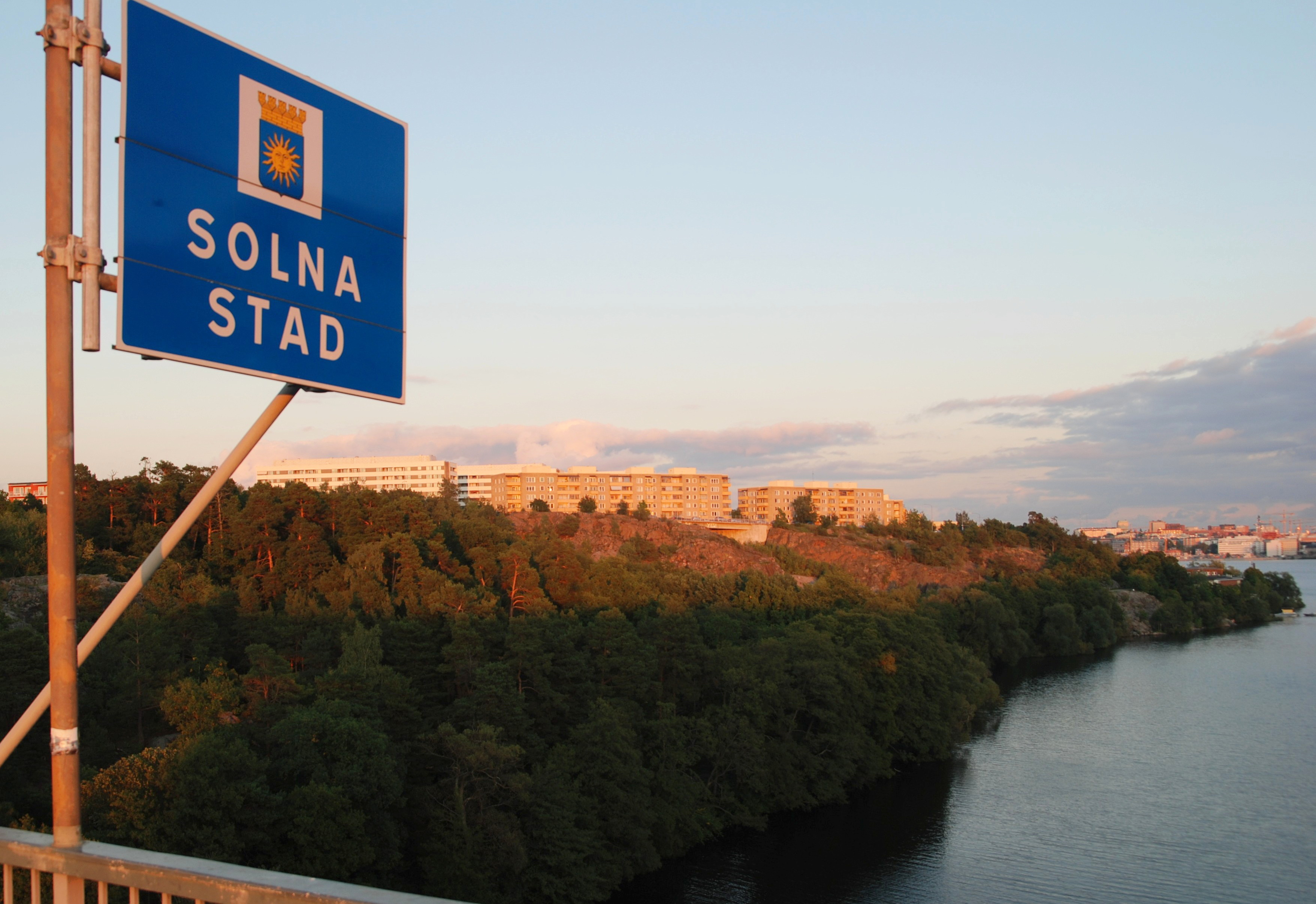
Skylt vid infarten till Solna stad (Huvudstabron).

Blasonering: I blått fält en sol av guld.
Solna kommunvapen innehåller en sol, en talande bild för Solna. Det fastställdes 1940 för Solna stad och registrerades 1974 för Solna kommun.
Första gången som solsymbolen förknippades med Solna var när Solna kyrka fick ett nytt torn med tornprydnad 1723. Denna förgyllda tornprydnad, som hade formen av en sol, har nu ersatts, men den finns fortfarande kvar i kyrkan. Den sitter i det runda fönstret över den västra ingången.
Den kommunala solen dök upp på himlen redan 1924 i form av ett sigill som hade ritats av riksheraldikern. Det kom sedan att förändras något över åren för att den 26 januari 1940 få en noggrant fastställd form av riksheraldikern gillad av kung Gustav V.